# Kjell Hvidsand
Kjell Hvidsand (16 gennaio 1941 – 14 novembre 2014) è stato un calciatore norvegese, di ruolo difensore.

## Carriera
Terzino moderno e d'attitudine offensiva, ha giocato per il Rosenborg dal 1960 al 1970. Con questa maglia ha vinto due edizioni del Norgesmesterskapet (1960 e 1964) e due campionati (1967 e 1969). Ha giocato 8 partite nelle competizioni internazionali, precisamente 4 in Coppa delle Coppe e 4 in Coppa dei Campioni. Tra 1. divisjon e 2. divisjon, ha totalizzato 81 presenze per il Rosenborg.

## Palmarès

### Club

#### Competizioni nazionali
- Coppa di Norvegia: 2

Rosenborg: 1960, 1964
- Campionato norvegese: 2

Rosenborg: 1967, 1969